# Epitaxie

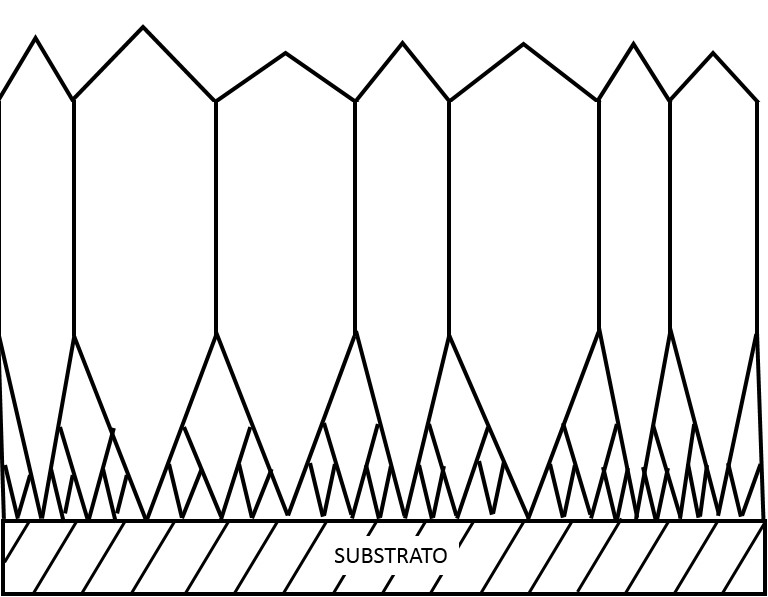
Epitaxiale laag na kweek op een substraat.

Epitaxie is een methode om een dunne monokristallijne laag (thin film) aan te brengen op een monokristallijn substraat (onderlaag). De aangebrachte laag wordt een epitaxiale laag genoemd. De term epitaxie komt van de Griekse woorden epi („boven” of „op”) en taxis („geordend”).
Epitaxiale lagen kunnen worden gekweekt uit de gasvormige of vloeibare fase. Daar het substraat als een entkristal werkt, krijgt de epitaxiale laag dezelfde kristalstructuur als het substraat. Dit in tegenstelling tot methodes waarbij thin films worden opgedampt, waarbij zelfs op eenkristallijne substraten polykristallijne of amorfe lagen worden gevormd. Wordt een laag aangebracht op een substraat van dezelfde samenstelling, dan spreekt men van homo-epitaxie, en in het andere geval van hetero-epitaxie.
Homo-epitaxie is een vorm van epitaxie waarbij slechts één materiaal wordt gebruikt. Daarbij wordt een kristallaag gekweekt op een substraat of een thin film van hetzelfde materiaal. Deze technologie wordt gebruikt om een thin film te kweken die nog zuiverder is dan het substraat, en om lagen te maken met verschillende doteringen.
Hetero-epitaxie is een vorm van epitaxie met twee verschillende materialen. Daarbij wordt een kristallijne laag gekweekt op een kristallijn substraat of film van een ander materiaal. Deze technologie wordt veel gebruikt voor materialen waarvan men op andere wijze geen eenkristallen kan vervaardigen, en om geïntegreerde kristallagen van verschillende materialen te maken. Voorbeelden zijn galliumnitride (GaN) op saffier, aluminiumgalliumindiumfosfide (AlGaInP) op galliumarsenide (GaAs), en andere.
Heterotopo-epitaxie is een proces dat vergelijkbaar is met hetero-epitaxie, maar waarbij het kweken van de thin film niet tot twee dimensies is beperkt. Het substraat gelijkt hier alleen qua structuur op de materiaal van de thin film.
Epitaxie wordt gebruikt voor de productie van bipolaire transistoren en moderne CMOS-schakelingen op basis van silicium, maar het is vooral van belang voor samengestelde halfgeleiders zoals galliumarsenide. Van belang bij de productie zijn het beheersen van de hoeveelheden en de uniformiteit van de soortelijke weerstand en de dikte van de thin film, de zuiverheid het materiaal en het oppervlak, de condities in de opdampkamer, het voorkomen diffusie van doteringen uit het gewoonlijk veel minder zuivere substraatmateriaal naar de opgebrachte laag, onvolkomenheden in het kweekproces en het beschermen van het oppervlak tijdens de productie en de verdere behandeling.

## Toepassingen
Epitaxie wordt gebruikt in de productie van halfgeleiders en in de nanotechnologie. Feitelijk is epitaxie de enige bruikbare methode voor het kweken van kristallen van hoge kwaliteit van veel halfgeleidermaterialen, waaronder technisch belangrijke materialen als silicium-germanium, galliumnitride, galliumarsenide, indiumfosfide en grafeen.
Epitaxie wordt ook gebruikt om lagen van voorgedoteerd silicium op de gepolijste oppervlakken van de siliciumwafer aan te brengen voordat deze tot halfgeleidercomponenten wordt verwerkt. Dit geldt vooral voor vermogenscomponenten zoals in pacemakers, besturingen in verkoopautomaten, automobielcomputers, enzovoort.

## Methoden
Epitaxiaal silicium wordt gewoonlijk aangebracht door middel van dampepitaxie (vapor-phase epitaxy, VPE), een variant van chemical vapor deposition (CVD). Ook worden moleculaire bundelepitaxie (molecular-beam epitaxy, MBE) en vloeisofepitaxie (liquid-phase epitaxy, LPE) gebruikt, vooral voor samengestelde halfgeleiders. Vastefase-epitaxie wordt vooral gebruikt voor het herstellen van kristalbeschadigingen.

### Dampepitaxie
Silicium wordt meestal aangebracht door middel van siliciumtetrachloride in waterstof bij circa 1200 °C:
SiCl4(gas) + 2H2(gas) ↔ Si(vast) + 4HCl(gas)
Deze reactie is omkeerbaar, en de kweeksnelheid hangt sterk af van de verhouding tussen de twee uitgangsgassen. Kweeksnelheden boven 2 μm/min leveren polykristallijn silicium, en negatieve kweeksnelheden (etsen) kunnen optreden wanneer er te veel van het bijproduct waterstofchloride (HCl) aanwezig is. (Zo nodig kan waterstofchloride met opzet worden toegevoegd om het kristal te etsen. Een extra etsreactie concurreert met de depositie:
SiCl4(gas) + Si(vast) ↔ 2SiCl2(gas)
Voor VPE van silicium kunnen ook silaan, dichloorsilaan en trichloorsilaan als uitgangsgassen worden gebruikt. Zo treedt de volgende reactie met silaan op bij 650 °C:
SiH4 → Si + 2H2
Deze reactie veroorzaakt geen onbedoeld etsen van de wafer. Hij vindt plaats bij een veel lagere temperatuur dan die met siliciumtetrachloride. Daar staat tegenover dat er een polykristallijne laag wordt gevormd indien het proces niet strak in de hand wordt gehouden.
VPE wordt soms nader gespecificeerd aan de hand van de samenstelling van de uitgangsgassen, zoals hydride-VPE en metallo-organische VPE (MOVPE).

### Vloeistofepitaxie
Vloeistofepitaxie (LPE) is een methode om vanuit een smelt halfgeleiderkristallagen te kweken op een vast substraat, Dat gebeurt bij temperaturen beneden het smeltpunt van de op te brengen halfgeleider. De halfgeleider wordt opgelost in de smelt van een ander materiaal. Onder condities dicht in de buurt van het evenwicht tussen oplossen en afzetten zet de halfgeleider langzaam en gelijkmatig op het substraat af. Typische afzetsnelheden voor monokristallijne lagen zijn 0,1 tot 1 μm/min. De evenwichtscondities hangen sterk af van de temperatuur en de concentratie van de opgeloste halfgeleider in de smelt. De groei van de laag kan worden gestuurd door de smelt geforceerd af te koelen. Onzuiverheden kunnen sterk worden beperkt. Dotering is mogelijk door dopes toe te voegen.
Deze methode wordt vooral gebruikt voor samengestelde halfgeleiders. Er kunnen zeer dunne, gelijkmatige lagen van hoge kwaliteit worden gemaakt. Een typisch voorbeeld van vloeistofepitaxie is het kweken van ternaire en quaternaire III-V-verbindingen op substraten van galliumarsenide (GaAs). als oplosmiddel wordt in dit geval vaak gallium gebruikt. Een ander veelgebruikt substraat is indiumfosfide (InP). Maar ook andere substraten, zoals glas of keramisch materiaal kunnen worden gebruikt voor speciale toepassingen. Om de nucleatie te bevorderen en om spanningen in de gekweekte laag te voorkomen, moeten de uitzettingscoëfficiënten van het substraat en van de gekweekte laag ongeveer gelijk zijn.

### Vastestofepitaxie
Vastestofepitaxie (solid-phase epitaxy, SPE) is een overgang tussen de amorfe en de kristallijne fase van een materiaal. Hierbij wordt gewoonlijk eerst een amorfe film op een kristallijn substraat aangebracht. Het substraat wordt vervolgens verhit om de film te laten kristalliseren. Het monokristallijne substraat dient als mal voor de kristalgroei. Het uitgloeien dat wordt gebruikt om van siliciumlagen te laten herkristalliseren die tijdens ionenimplantatie amorf zijn geworden, wordt ook beschouwd als een vorm van vastestofepitaxie. De afscheiding en herverdeling van verontreinigingen bij de grenslaag tussen het groeiende kristal en de amorfe laag, wordt gebruikt om zwak-oplosbare doteringen in metalen en in silicium aan te brengen.

### Moleculaire bundelepitaxie
Bij moleculaire bundelepitaxie (molecular beam epitaxy, MBE) wordt een uitgangsmateriaal verhit om een dampbundel van deeltjes te verkrijgen. Deze deeltjes vliegen door een zeer hoog vacuüm (10−8 Pa; dus een vrijwel lege ruimte) naar het substraat, waar zij condenseren. MBE haalt lagere productiesnelheden dan andere vormen van epitaxie. Deze methode wordt veel gebruikt voor het kweken van kristallen van III-V-halfgeleiders.

## Dotering
Een epitaxiale laag kan tijdens het kweken worden gedoteerd door verontreinigingen bij het uitgangsgas te mengen, zoals arsine (AsH3), fosfine (PH3) of boraan (B2H6). De concentratie van de verontreiniging in de gasfase bepaalt de concentratie in de epitaxiale laag. Net als bij CVD beïnvloeden de verontreinigingen de afzetsnelheid. Bovendien kunnen bij CVD door de hoge temperaturen doteringen in de aangroeiende laag diffunderen. Ook kunnen doteringen in het uitgangsgas, vrijgekomen door verdamping of door nat-etsen van het oppervlak, in de epitaxiale laag diffunderen („autodotering”). De doteringsprofielen van onderliggende lagen veranderen eveneens, maar minder sterk.